# غيليس دوراند
غيليس دوراند هو دراج كندي، ولد في 11 يناير 1952 في مونتريال في كندا.

## وصلات خارجية
- غيليس دوراند على موقع إحصائيات الدراجات الإحترافية (الإنجليزية)
- غيليس دوراند على موقع اللجنة الأولمبية الدولية (الإنجليزية)
- غيليس دوراند على موقع أوليمبيديا (الإنجليزية)
- غيليس دوراند على موقع اللجنة الأولمبية الكندية (الإنجليزية)